# Emil Lærke
Emil Buhl Lærke (* 4. Juni 1999 in Roskilde) ist ein dänischer Handballspieler. Der 2,03 m große linke Rückraumspieler spielt seit 2024 für den dänischen Erstligisten Skanderborg Aarhus Håndbold.

## Karriere

### Verein
Emil Lærke lernte das Handballspielen in Roskilde. In der Jugend wechselte er in die Nachwuchsabteilung des dänischen Erstligisten GOG, für den er in der Saison 2017/18 erste Einsätze in der Håndboldligaen bekam und fünf Tore in sieben Spielen erzielte. Bereits in der folgenden Spielzeit bestritt der Rückraumspieler alle 26 Saisonspiele und kam auf 66 Treffer. Nach der Vizemeisterschaft 2018/19 gewann er mit dem dänischen Pokal 2019 seinen ersten Vereinstitel. Auch im EHF-Pokal kam er 2018/19 zu acht Einsätzen. In der Saison 2019/20 wurde er mit GOG erneut Zweiter der dänischen Liga. Im Sommer 2020 zog Lærke sich einen Riss der Achillessehne zu und fiel mehrere Monate aus. So kam er in der Saison 2020/21 nur auf sechs Ligaspiele, in denen er 27 Tore erzielte. In der Saison 2021/22 wurde Lærke mit dem Team aus Gudme dänischer Meister.
Zur Saison 2022/23 wechselte er in die deutsche Bundesliga zum TBV Lemgo Lippe. Im Sommer 2024 schloss er sich dem dänischen Erstligisten Skanderborg Aarhus Håndbold.

### Nationalmannschaft
Mit der dänischen Juniorennationalmannschaft erreichte Emil Lærke bei der U-21-Weltmeisterschaft 2019 den fünften Rang. Mit 54 Toren wurde er drittbester Schütze des Turniers.
In der dänischen A-Nationalmannschaft debütierte Lærke am 2. Mai 2021 gegen Finnland.